# کارولین گودمن
کارولین گودمن (پیشین گلدمارک) یک سیاستمدار آمریکایی است که از سال ۲۰۱۱ به عنوان شهردار لاس وگاس، نوادا خدمت می‌کند. او دومین شهردار زن لاس وگاس و همسر اسکار گودمن، وکیل و شهردار سابق لاس‌وگاس است. او بنیانگذار، رئیس و معتمد ممتاز مدرسه Meadows است.

## تحصیلات
گودمن که در سال ۱۹۳۹ در شهر نیویورک در یک خانواده یهودی متولد شد، در مدرسه برلی تحصیل کرد و سپس در سال ۱۹۶۱ مدرک لیسانس خود را در رشته مردم‌شناسی از کالج برین ماور دریافت نمود. او و اسکار گودمن در سال 1964 از فیلادلفیا به لاس وگاس نقل مکان کردند. وی در سال ۱۹۷۳ از دانشگاه نوادا، لاس وگاس با مدرک کارشناسی ارشد در مشاوره فارغ‌التحصیل شد.

## حرفه
گودمن بنیانگذار، رئیس و معتمد ممتاز مدرسه Meadows است. او و همسرش در سال ۱۹۶۴ به لاس وگاس نقل مکان کردند و در فدراسیون محلی یهودیان فعال شدند. در نهایت، او رهبر بخش زنان فدراسیون محلی یهودیان شد. او در سال ۲۰۰۹ جایزه تعهد به آموزش را از سازمان راه متحد جنوب نوادا دریافت کرد.
در ۷ ژوئن ۲۰۱۱، گودمن با کسب ۶۰ درصد آرا در دور دوم انتخابات در برابر کریس جیونچیگلیانی، به عنوان شهردار لاس وگاس انتخاب شد و در ۶ ژوئیه ۲۰۱۱ این مسئولیت را بر عهده گرفت. او در سال ۲۰۱۵ استاوروس آنتونی و چند رقیب دیگر را شکست داد و در آوریل ۲۰۱۹ با ۸۳٫۵ درصد آرا در برابر فیل کالینز، سیاستمدار محلی، برای سومین دوره (و به دلیل محدودیت دوره، دوره نهایی) برگزیده شد.
در ۲۴ اکتبر ۲۰۱۱، گودمن در فرودگاه بین‌المللی مک‌کاران از باراک اوباما استقبال کرد و در رابطه با سخنان منفی دو سال قبل اوباما در مورد لاس وگاس که خشم شوهرش، شهردار قبلی را برانگیخته بود با وی به گرمی صلح کرد و به او هدیه داد.
در ۱۵ جولای ۲۰۱۵، گودمن از روبن کیهوئن برای حضور در مجلس نمایندگان ایالات متحده در سال ۲۰۱۶ حمایت کرد. کیهوئن کرسنت هاردی نماینده پیشین را شکست داد. چند روز بعد، او جو هک برای مجلس سنای ایالات متحده در سال ۲۰۱۶ تأیید کرد. در ۳ آگوست ۲۰۱۶، گودمن از حمایت از هیلاری کلینتون یا دونالد ترامپ در انتخابات ریاست جمهوری ۲۰۱۶ خودداری کرد. او به عنوان یک کنشگر مستقل شناخته می‌شود.
گودمن در دوران تصدی خود به عنوان شهردار، لاس وگاس را به عنوان خانه ای برای تیم‌های ورزشی حرفه ای معرفی کرد. اعضای تیم شوالیه‌های طلایی وگاس در لیگ ملی هاکی (NHL)، بازی هاکی حرفه‌ای را در فصل ۱۸–۲۰۱۷ در تی-موبایل آرنا شروع کردند و اوکلند رایدرز از لیگ ملی فوتبال (NFL) در سال ۲۰۲۰ به لاس‌وگاس نقل مکان کرد تا در استادیوم آلجینت بازی کند. اگرچه هیچ‌یک از تیم‌ها در محدوده شهر لاس وگاس نیستند و هر دو در پارادایس و خارج از حوزه قضایی شهردار می‌باشند. گودمن چندین بار تلاش کرد تا یک تیم فوتبال را به لاس وگاس جذب کند، از جمله پیشنهادهایی برای تیم گسترش لیگ برتر فوتبال (MLS) که در نهایت به جذب تیمی دسته دومی به نام لاس وگاس لایتز اف سی لیگ فوتبال یونایتد (USL) منجر شد. این تیم بازی را در سال ۲۰۱۸ آغاز کرد.
گودمن دیگر واجد شرایط نامزدی مجدد به دلیل محدودیت دوره نیست. در سال ۲۰۱۹، دوره پایانی او به دلیل یک قانون ایالتی یک سال تمدید شد که تمام انتخابات شهرداری را که در سال‌های فرد برگزار می‌شد به سال‌های زوج منتقل کرد، به این معنی که دوره او در سال ۲۰۲۴ به پایان می‌رسد.

### مخالفت‌ها
در ۲۲ و ۲۳ آوریل ۲۰۲۰، گودمن در مصاحبه‌ای با کیتی تور از ام‌اس‌ان‌بی‌سی و اندرسون کوپر از سی‌ان‌ان در طول همه‌گیری کووید-۱۹، گفت که می‌خواهد کازینوها و هتل‌های لاس‌وگاس را بازگشایی کند. هنگامی که در مورد رویه‌های لازم برای اطمینان از ایمنی مشتریان تحت فشار قرار گرفت، او گفت که این مسئولیت بر عهده او نیست و به مشاغل مربوط می‌شود. در طول مصاحبه با کوپر، گودمن تأثیر فاصله گذاری اجتماعی را زیر سؤال برد و گفت لاس وگاس پیشنهاد کرد که یک گروه کنترل تحت بررسی قرار گیرد تا آزمایش کند که در صورت بازگشایی کازینوها چه اتفاقی می‌افتد. با این حال به او توصیه شد که از این کار خودداری شود. او همچنین پیشنهاد کرد که فاصله گذاری اجتماعی تحت آزمایش دارونما قرار گیرد. وقتی کوپر از او پرسید که آیا حاضر است به یکی از کازینوها برود اگر به زودی بازگشایی شوند، او پاسخ داد: «اول از همه، من خانواده دارم. من قمار نمی‌کنم.»
اظهارات گودمن به‌طور گسترده مورد انتقاد قرار گرفت و با واکنش منفی سایر مقامات منتخب روبرو شد. دینا تیتوس، نماینده ایالات متحده از ناحیه ۱ کنگره نوادا، که شامل لاس وگاس است، با گودمن مخالفت کرد و گفت که لازم است به توصیه دانشمندان برای ماندن در خانه تا هر زمان که امکان دارد توجه شود. تیتوس افزود: «شهردار به معنای حقیقی لاس وگاس را نمایندگی نمی‌کند.» استیو سیسولاک، فرماندار نوادا نیز عقب‌نشینی کرد و گفت: «من اجازه نمی‌دهم که شهروندان نوادا به عنوان گروه کنترل، به عنوان دارونما، هر چه که او می‌خواهد آن را نامگذاری کند مورد سوءاستفاده قرار گرفته شوند و اجازه نمی‌دهیم کارگران بین درآمد و زندگی خود یکی را انتخاب کنند. این یک موقعیت منصفانه برای آنها نیست.»

## زندگی شخصی
شوهر گودمن اسکار گودمن است. آنها چهار فرزند و شش نوه دارند. اسکار جونیور پزشک مراکز جامع سرطان نوادا است، راس وکیل مدافع جنایی و اریک قاضی صلح لاس وگاس است. همچنین کارا یک درمانگر ازدواج و خانواده است که با قربانیان سوختگی در مرکز پزشکی دانشگاه کار می‌کند. کارا یکی از سه دانش آموز اولین کلاس فارغ‌التحصیلی مدرسه Meadows در سال 1991 بود.